# 滝野洋平
滝野 洋平（たきの ようへい、1978年4月17日 - ）は、日本の男性俳優、声優。東京俳優生活協同組合所属。以前はぷろだくしょんバオバブに所属していた。

## 出演作品

### ゲーム
- アカツキ電光戦記（エレクトロゾルダート）
- エヌアイン完全世界（エレクトロゾルダート）

### 舞台
- ソープオペラ
- 堕胎医
- レンブラント・レイ